# Villeneuve-lès-Charnod
Pour les articles homonymes, voir Villeneuve.
Villeneuve-lès-Charnod est une ancienne commune française située dans le département du Jura en région Bourgogne-Franche-Comté.
Le 1er janvier 2017, elle fusionne avec Aromas pour former une commune nouvelle.

## Géographie
Petit village situé sur un plateau calcaire à proximité de Montfleur.

## Histoire
La commune de Faverges-lès-Charnod lui est rattachée en 1821.

## Politique et administration
| Période    | Période  | Identité  | Étiquette | Qualité  |
| ---------- | -------- | --------- | --------- | -------- |
| avant 1995 | En cours | Paul Brun | UMP-LR    | Retraité |

## Démographie
L'évolution du nombre d'habitants est connue à travers les recensements de la population effectués dans la commune depuis 1793. À partir du 1er janvier 2009, les populations légales des communes sont publiées annuellement dans le cadre d'un recensement qui repose désormais sur une collecte d'information annuelle, concernant successivement tous les territoires communaux au cours d'une période de cinq ans. 
Pour les communes de moins de 10 000 habitants, une enquête de recensement portant sur toute la population est réalisée tous les cinq ans, les populations légales des années intermédiaires étant quant à elles estimées par interpolation ou extrapolation. Pour la commune, le premier recensement exhaustif entrant dans le cadre du nouveau dispositif a été réalisé en 2007,.
En 2014, la commune comptait 74 habitants, en évolution de −15,91 % par rapport à 2009 (Jura : −0,23 %, France hors Mayotte : +2,49 %).
| 1793 | 1800 | 1806 | 1821 | 1831 | 1836 | 1841 | 1846 | 1851 |
| ---- | ---- | ---- | ---- | ---- | ---- | ---- | ---- | ---- |
| 305  | 265  | 285  | 233  | 345  | 341  | 334  | 298  | 314  |

| 1856 | 1861 | 1866 | 1872 | 1876 | 1881 | 1886 | 1891 | 1896 |
| ---- | ---- | ---- | ---- | ---- | ---- | ---- | ---- | ---- |
| 283  | 289  | 265  | 269  | 265  | 272  | 271  | 240  | 217  |

| 1901 | 1906 | 1911 | 1921 | 1926 | 1931 | 1936 | 1946 | 1954 |
| ---- | ---- | ---- | ---- | ---- | ---- | ---- | ---- | ---- |
| 196  | 193  | 190  | 168  | 141  | 138  | 131  | 136  | 111  |

| 1962 | 1968 | 1975 | 1982 | 1990 | 1999 | 2007 | 2012 | 2014 |
| ---- | ---- | ---- | ---- | ---- | ---- | ---- | ---- | ---- |
| 72   | 58   | 52   | 55   | 63   | 65   | 87   | 78   | 74   |